# Rio Blidăreasa
O Rio Blidăreasa é um rio da Romênia afluente do Rio Anieş, localizado no distrito de Bistriţa-Năsăud.